# Prêmio Memorial Max Jakob
O Prêmio Memorial Max Jakob (em inglês:  Max Jakob Memorial Award) é concedido desde 1961 conjuntamente pela Sociedade dos Engenheiros Mecânicos dos Estados Unidos ("American Society of Mechanical Engineers", ASME) e American Institute of Chemical Engineers (AIChE), em reconhecimento a trabalhos de destaque na área de transmissão de calor. O prêmio é denominado em memória do físico Max Jakob.

## Recipientes
- 1961 Ernst Eckert
- 1962  Llewellyn Michael Kraus Boelter
- 1963 William H. McAdams
- 1964 Ernst Schmidt
- 1965 Hoyt Clarke Hottel
- 1966 Owen Saunders
- 1967 Thomas B. Drew
- 1968 Shiro Nukiyama
- 1969 Samson Kutateladze
- 1970 Warren M. Rohsenow
- 1971 James W. Westwater
- 1972 Karl A. Gardner
- 1973 Ulrich Grigull
- 1974 Peter Grassmann
- 1975 Robert G. Deissler
- 1976 Ephraim M. Sparrow
- 1977 Brian Spalding
- 1978 Niichi Nishiwaki
- 1979 Stuart W. Churchill
- 1980 Ralph A. Seban
- 1981 Chang-Lin Tien
- 1982 Simon Ostrach
- 1983 Bei Tse Chao
- 1984 Alexander Louis London
- 1985 Frank Kreith
- 1986 Raymond Viskanta
- 1987 S. George Bankoff
- 1988 Yasuo Mori
- 1989 James P. Hartnett
- 1990 Richard J. Goldstein
- 1991 Franz Mayinger
- 1992 William M. Kays
- 1993 Benjamin Gebhart
- 1994 Geoffrey F. Hewitt
- 1995 Arthur E. Bergles
- 1996 Robert Siegel
- 1997 John R. Howell
- 1998 Alexander I. Leontiev
- 1999 Adrian Bejan
- 2000 Vedat Arpaci
- 2001 John C. Chen
- 2002 Yogesh Jaluria
- 2003 Kenneth J. Bell
- 2004 Vijay K. Dhir
- 2005 Ping Cheng
- 2006 Kwang-Tzu Yang
- 2007 Wen-Jei Yang
- 2008 Suhas Patankar
- 2009 Ivan Catton
- 2010 Amir Faghri
- 2011 Dimos Poulikakos
- 2012 Wataru Nakayama
- 2013 Ken Diller
- 2014 Portonovo Ayyaswamy